# Chose en soi

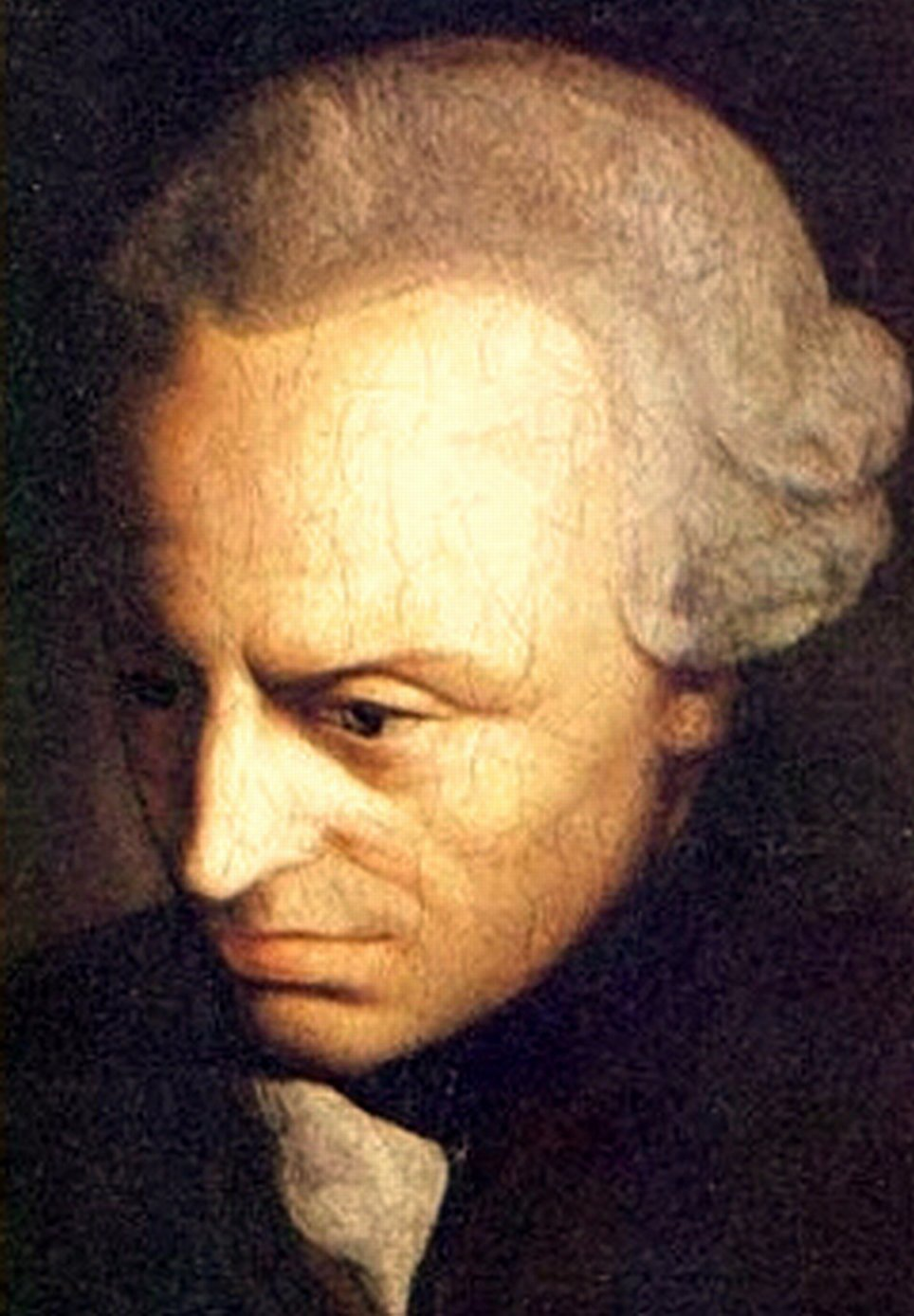
Portrait d'Emmanuel Kant.

La chose en soi (Ding an sich) est un concept kantien signifiant la réalité telle qu'elle pourrait être pensée indépendamment de toute expérience possible. Le monde de la chose en soi est autre par rapport à celui du phénomène ; il est au-delà de toute connaissance sensible. 
Bien que proche du noumène, la chose en soi n'est pas à confondre avec celui-ci.
Ce concept a été réutilisé et critiqué par plusieurs philosophes. La spéculation autour de la chose en soi ou d'un concept équivalent est au centre des philosophies orientales.

## Distinction avec le noumène
Le noumène, en tant qu'objet hypothétique d'une intuition non sensible, quand il est pris au sens de chose en soi, ne l'est qu'en tant qu'il est aussi envisagé autrement que comme phénomène. Le noumène est l'autre du phénomène et c'est, pour Kant, un « concept négatif » qui permet de donner une justification à la limitation de la connaissance sensible. Kant précise que, le phénomène n'étant rien par lui-même ni en dehors de notre mode de représentation, il implique inévitablement une relation à un objet, indépendant de la sensibilité, d'où 
...le concept d'un noumène, concept qui n'est donc pas du tout « positif » et ne signifie pas une connaissance déterminée d'une chose quelconque, mais seulement la pensée de quelque chose en général où le sujet transcendantal fait abstraction de toute forme de l'intuition sensible. Pour qu'un noumène signifie un véritable objet, distinct de tous les autres phénomènes, ce n'est pas assez que le sujet de la connaissance affranchisse sa pensée de toutes les formes de l'intuition sensible, il lui faut encore avoir une raison d'admettre un autre mode d'intuition que le mode sensible, dans lequel puisse être donné un objet de ce genre, car autrement sa pensée serait vide, quoique exempte de contradiction. (Critique de la Raison pure, chapitre Du principe de la distinction de tous les objets en général en phénomènes et noumènes)
La chose en soi, par elle-même, contient donc le noumène au sens positif, c’est-à-dire en tant qu'objet d'une intuition possible — intuition non sensible mais intellectuelle et intuition dont l'entendement humain est incapable — est la condition de toute représentation en tant que phénomène. La chose en soi est la chose telle qu'elle se présente hors des déterminations d'espace et de temps et des catégories de l'entendement. À la différence du noumène, elle entretient pourtant une relation avec le phénomène en tant qu'elle en est le fondement (et non la cause, car le concept de causalité ne vaut que pour les phénomènes).

## La chose en soi chez Kant
Selon Emmanuel Kant, la « chose en soi » est un « concept problématique », c'est-à-dire que la chose en soi est un concept pensable ; ce concept est même indispensable pour assigner une valeur à notre connaissance et pour déterminer l'objet de la connaissance sensible, mais par l'usage de ce concept, rien de son essence n'est vraiment connu. La chose en soi est une limitation de la connaissance et c'est ainsi qu'elle agit sur nos représentations, de manière négative. La chose en soi est ce que l'intuition sensible ne peut atteindre. Tout objet ne peut être déterminé pour un être fini que par l'opération conjointe de l'entendement et de l'intuition sensible; la chose en soi se présente donc comme ce qui est inconnaissable, l'au-delà de toute connaissance sensible :

« Quand même nous pourrions porter notre intuition à son plus haut degré de clarté, nous n'en ferions point un pas de plus vers la connaissance de la nature même des objets. Car en tous cas nous ne connaîtrions parfaitement que notre mode d'intuition, c'est-à-dire notre sensibilité, toujours soumise aux conditions d'espace et de temps originairement inhérentes au sujet ; quant à savoir ce que sont les objets en soi, c'est ce qui nous est impossible même avec la connaissance la plus claire de leurs phénomènes, seule chose qui nous soit donnée. »

— Emmanuel Kant, Critique de la raison pure, « Esthétique transcendantale »
Comme tout objet de connaissance se situe en deçà des limites de l'intuition sensible, ce que l'entendement laisse entrevoir de la chose en soi c'est la relation qu'elle entretient et qu'il nous faut établir au moyen de la raison, avec le monde sensible. Le seul moyen pour nous d'atteindre à une plus grande détermination de cette relation, puisque alors nous avançons comme des aveugles dans un territoire que nous ne connaissons pas, est d'utiliser le raisonnement par analogie, en ayant toujours à l'esprit que l'analogie ne prouve rien quant à ce qu'est positivement la chose en soi, mais elle sert seulement de modèle. En effet, les relations déterminées de causalité que nous établissons dans le monde des phénomènes ne sont pas applicables à la chose en soi. C'est par la raison pratique que Kant trouve le chemin le plus capable d'amener à une connaissance positive de la chose en soi. En effet, la liberté au sens transcendantal, c'est-à-dire au sens négatif, c'est-à-dire encore comme soustraction faite de toutes les conditions de la connaissance phénoménale, permet seule d'entrevoir la manifestation de la chose en soi, la liberté positive.
Pour Kant la chose en soi a un statut davantage épistémologique qu'ontologique : c'est davantage une limite à notre connaissance qu'une essence ou un Absolu.

## La critique de Jacobi
Friedrich Heinrich Jacobi, dans son Appendice sur l'idéalisme transcendantal, critique la chose en soi comme une notion contradictoire dans la philosophie de Kant, et il renouvelle sa critique dans son David Hume (1815) :

« [La doctrine kantienne] a incontestablement son point de départ dans la croyance naturelle en un monde matériel existant indépendamment de nos représentations, et ce n'est qu'après coup qu'elle l'élimine par la théorie de l'idéalité absolue de tout ce qui est spatial ou temporel, de sorte que, selon la formule que j'ai employée, si l'on ne part pas de la croyance naturelle comme principe fixe et ferme, on ne peut entrer dans le système, mais si l'on s'y tient, il est impossible d'y demeurer et de s'y établir. »

— Friedrich Heinrich Jacobi, David Hume.
En effet, selon Jacobi, Kant suppose que la chose en soi est cause de nos représentations (qui sont inexplicables sans elle), cependant les catégories kantiennes et le concept de causalité ne peuvent s'appliquer à la chose en soi, qui est inconnaissable. Le kantisme devrait logiquement aboutir à un réalisme dogmatique (identité de l'objet et de la chose en soi) ou, par réduction de la chose en soi à la représentation, à un idéalisme absolu (ce qui sera la position de certains kantiens comme Salomon Maimon dans son Essai de philosophie transcendantale en 1790). De la même façon, Gottlob Schulze, dans son Aenesidemus, remarque que l'hypothèse de la chose en soi ne peut se justifier par la loi de causalité, comme le fait Kant de manière plus ou moins détournée.
Kant s'est toujours défendu de l'accusation d'idéalisme absolu (notamment dans sa Réfutation de l'idéalisme), tout en reconnaissant que le lien entre la chose en soi et le phénomène, entre l'expérience externe et l'expérience interne, était inexplicable.
Les critiques de Jacobi et de Schulze étaient connues de Schopenhauer (qui eut Schulze comme professeur de philosophie). Schopenhauer contourne cette objection en expliquant que la chose en soi en tant que Volonté s’exprime dans les phénomènes sans les causer, tout comme chez Spinoza les attributs « expriment » la substance.

## La chose en soi chez Schopenhauer
Arthur Schopenhauer, qui se réclame de Kant (au moins pour ce qui est de l'« Esthétique transcendantale », seule partie de la Critique de la raison pure qu'il approuve complètement), assimile la chose en soi à la Volonté, notre volonté étant « le plus immédiat de ses phénomènes, qui se différencie radicalement de tous les autres précisément par ce caractère immédiat ». Chaque chose en ce monde est une expression de la Volonté selon le principe de raison. La Volonté, essence des choses, est « originellement et en soi inconsciente », mais elle parvient à se « connaître » par la représentation dans le monde phénoménal.

« J’ai nommé la chose en soi l'essence intérieure du monde, d'après ce qui nous est le plus exactement connu d’elle : volonté. Sans doute, c’est là une expression subjective, choisie par égard au sujet de la connaissance. Mais, comme nous communiquons la connaissance, cet égard est essentiel. Cela vaut donc infiniment mieux que si je l’avais nommée Brahm ou Brahma, ou âme du monde, ou d’un autre nom. [...] Je dis : la volonté de vivre comme la chose en soi n’est pas fractionnée, mais se trouve tout entière dans chaque être individuel. Alors, la même chose peut se trouver en même temps en plusieurs endroits ? Oui, la chose en soi le peut, parce qu’elle n’est pas impliquée dans l’espace, qui lui est complètement étranger et n’est que la forme de son phénomène. Qu’on se représente une substance qui aurait, dans le monde des phénomènes, la propriété impossible de pouvoir occuper un nouveau lieu, sans abandonner celui qu’elle occupait jusque-là. Cette substance (c’est ici une expression métaphorique) est la chose en soi, la volonté de vivre en soi, qui, par suite de son caractère inépuisable absolu, existe entière et non fractionnée dans chaque phénomène, qui ne s’accroît pas par son accroissement, et qui ne diminue pas par sa diminution »

— « Doctrine de la connaissance et métaphysique ». In Métaphysique et esthétique.
Pour Schopenhauer, « le plus grand mérite de Kant est d'avoir distingué le phénomène de la chose en soi », en allant bien plus loin que John Locke, qui distinguait les qualités secondaires des phénomènes (couleur, odeur, etc) qui sont des affections des sens, et les qualités primaires (forme, étendue, solidité...). Schopenhauer fait remonter sa conception de la chose en soi à Démocrite, qui affirmait : « nous ne reconnaissons pas les choses d'après ce qu'elles peuvent être en soi, mais seulement telles qu'elles apparaissent » (cité par Sextus Empiricus).
La chose en soi ne peut jamais être complètement extraite de notre intuition empirique, qui elle, demeure toujours une représentation affectée de la dualité sujet-objet : La Volonté comme chose en soi diffère donc malgré tout complètement de son phénomène ou de la représentation la plus immédiate qu'est pour chacun sa volonté. Pour autant, nous ne sommes pas que représentation, comme être existant, nous faisons également « partie » de la chose en soi. Ainsi notre corps est « d'une part comme représentation dans la connaissance phénoménale, comme objet parmi d'autres objets et comme soumis à leur loi ; et d'autre part, en même temps, comme ce principe immédiatement connu de chacun, que désigne le mot Volonté » (Le Monde comme volonté et comme représentation, livre II). La chose en soi est connue par « le témoignage de la conscience qui nous fait voir dans la volonté l'être en soi de notre phénomène particulier » (Critique de la philosophie kantienne).
La chose en soi ne doit pas être assimilée à un Absolu. Schopenhauer répond ainsi à son disciple Julius Frauenstädt (qui soutenait que la chose en soi était l'être originel, incréé et impérissable) :
Ma philosophie enseigne ce qu'est le phénomène et ce qu'est la chose en soi. Mais cette chose en soi n'est telle que relativement, c'est-à-dire dans son rapport au phénomène ; et le phénomène n'est tel que dans son rapport à la chose en soi. Par ailleurs elle considère le monde comme un phénomène cérébral. Mais ce qu'est la chose en soi en dehors de cette relation, je ne l'ai jamais dit, parce que je ne le sais pas ; dans cette relation en revanche, elle est volonté de vivre. J'ai montré empiriquement que cette volonté pouvait se supprimer elle-même et j'en ai seulement conclu que, avec la chose en soi, le phénomène devait également disparaître. (lettre à Frauenstädt du 21 août 1852).

## La critique de Jaspers
Karl Jaspers, dans son étude approfondie de la pensée kantienne, en explore les « contradictions manifestes ». À la critique de Jacobi, il ajoute un autre type de contradiction : Kant pense le rapport de l'en-soi à l'apparence à l'aide des catégories, il essaie de saisir conceptuellement ce qu'il est impossible de saisir conceptuellement. Le terme de « chose en soi » est déjà contradictoire : 

« Comme « chose » on ne peut penser qu'une apparence ; « en soi » indique qu'il ne s'agit pas d'une apparence. […] [Cette pensée] suggère deux mondes, l'un au premier plan, l'autre caché derrière - un dédoublement du monde. Il peut sembler alors qu'ils existent tous deux, l'un se rapportant à l'autre. Dès lors le deuxième monde, celui qui est derrière, devient un royaume de fantasmes dont tous les contenus proviennent de ce monde-ci, qui est le nôtre. Mais il n'y a pour Kant qu'un seul monde. Ce que, grâce au mouvement transcendant, la pensée réussit à toucher, n'est pas un autre monde, n'est pas monde du tout. Et, pour autant que cela existe, cela aura en ce monde une présence de non-monde. Une théorie d'un double monde n'est pas kantienne ; c'est seulement une manière de dire, inévitablement contradictoire. »

— Karl Jaspers, Les Grands Philosophes, ceux qui fondent la philosophie et ne cessent de l'engendrer : Kant.
Selon Jaspers, cela ne retire rien à l'intérêt philosophique de la démarche transcendantale de Kant :

« La contradiction, le cercle, la tautologie sont à nos yeux des formes inévitables et essentielles de toute réflexion transcendante. […] dans la quête philosophique, cercles, tautologies, contradictions, ne peuvent être évités. Ils sont le signe distinctif de la connaissance philosophique, comparée à la connaissance scientifique. […] la prison de l'objectivité et de la phénoménalité ne peut être comprise qui si l'on est par-delà ; mais dans chacune de nos pensées nous nous retrouvons à l'intérieur. […] cette vérité impossible à saisir, c'est la force même qui, ayant engendré cercles, tautologies et  contradictions, nous contraint à les rejeter. »

— Karl Jaspers, Les Grands Philosophes, ceux qui fondent la philosophie et ne cessent de l'engendrer : Kant.

## L’approche logique de Bertrand Russell
Bertrand Russell, dans Problèmes de philosophie (1912), renouvelle les critiques précédentes avec un parti-pris réaliste : la chose en soi est identique (par sa définition) à l'objet physique, en tant que cause des sensations ; Kant n'est donc pas fondé à la déclarer inconnaissable.
Par la suite, dans sa conférence « Notre connaissance du monde extérieur » (Our knowledge of the External World, Lowell Lectures, Boston, 1914), il aborde la question de la chose en soi dans le cadre du problème plus général de la réalité du monde sensible et de la connaissance objective, ce qui l'amène à nuancer sa position.
Il remarque que la question ne doit pas être posée sous la forme « Pouvons-nous connaître l’existence d’une réalité quelconque indépendante de nous-mêmes ? », car la notion d’indépendance qui entre en jeu ici n’est pas claire, et ce qu’on appelle « moi » pose aussi divers problèmes (le « moi » comme sujet pur n’est qu’une inférence, et non une donnée des sens ; le « moi » défini comme ce qui cesserait d’exister si nous cessions de vivre n’est pas aisé à préciser non plus).
Il définit la « théorie de la chose en soi » comme « la théorie qui prétend que ce qui existe, à certains moments, lorsque nous ne percevons pas un objet sensible donné, est quelque chose de totalement différent de cet objet, quelque chose qui, réuni à nous et à nos organes des sens, cause nos sensations, mais n’est jamais donné soi-même dans la sensation ».
Il reconnaît que cette théorie résout naturellement les difficultés que posent les apparences changeantes des choses, l’instabilité des sensations instantanées. Il tente cependant une reconstruction logique (qu’il qualifie d’hypothétique) qui rende sa validité empirique à ce que le sens commun appelle « chose », sans employer le concept de chose en soi, en utilisant l’ensemble des points de vue particuliers sur un objet, ce qu’il appelle l’espace de perspective. Cela suppose que le témoignage d’autrui soit valide et qu’on admette l’existence d’autres esprits, croyance qui « nous est naturelle » bien qu’elle soit « psychologiquement dérivée ».

## Postérité du concept de chose en soi
Postulée inconnaissable, la chose en soi posera de nombreux problèmes à la philosophie postérieure qui cherchera à se passer de ce concept. La conception phénoménologique de l'objet chez Husserl fournit un exemple de conception de l'objet n'utilisant pas la notion de chose en soi pour comprendre l'objet. L'objet n'est plus inconnaissable, derrière le phénomène, l'objet est l'objet phénoménal. 
De la même façon, pour Nietzsche, la chose en soi étant indéterminable, l'opposition entre phénomène et chose en soi n'a aucun intérêt pour nous, pas plus que celle entre matière et esprit :
Ce n'est pas le monde en soi, c'est le monde en tant que représentation, donc en tant qu'erreur, qui a de l'intérêt pour nous. Connaître la chose en soi nous importe aussi peu qu'il importe peu à des passagers qui se noient de connaître la composition chimique de l'eau de mer.
Le concept de chose en soi subira des critiques tant du côté des idéalistes que des réalistes. Pour Hegel (Phénoménologie de l'esprit), Kant a posé un absolu qu'il a renoncé ensuite à connaître réellement, en se bornant aux apparences, les phénomènes, tels que les livre notre connaissance.
Pour le physicien Erwin Schrödinger, promoteur d'un idéalisme moniste, l'idée de chose en soi est une des « conséquences logiques rigides » de la discrimination entre sujet et objet, discrimination qui a un intérêt pratique mais qui devrait être abandonnée dans le domaine de la pensée philosophique, car pour lui « le sujet et l'objet ne font qu'un » puisque « ce sont les mêmes éléments qui composent l'esprit et le monde ». 
Pour Ferdinand Alquié (Une lecture cartésienne de la Critique de la raison pure est-elle possible ?, Revue de métaphysique et de morale, no 2, 1975), une lecture du kantisme comme réalisme est possible. Kant considère la chose en soi comme réellement distincte du phénomène : il ne nie pas l'existence de choses en soi extérieures à notre esprit. Le kantisme est une ontologie négative : on pose d'abord l'existence de l'absolu pour le déclarer ensuite inconnaissable :
L'affirmation kantienne de la chose en soi est celle du primat de l'Être sur la connaissance et de l'irréductibilité de l'Être à la connaissance. […] Elle situe l'esprit connaissant par rapport à l'Être au lieu d'affirmer, comme les idéalistes, et contrairement à l'évidence la plus fondamentale de la conscience humaine, l'identité de l'Être et de l'Esprit. (Ferdinand Alquié, Leçons de philosophie)
Heidegger (Kant et le problème de la métaphysique) pense au contraire que c'est la finitude (à laquelle la pensée n'échappe pas) qui réduit l'absolu à n'être que l'objet d'une simple idée. La distinction entre chose en soi et phénomène est subjective, ce n'est qu'une question de point de vue (ce qui fait tomber la critique de Jacobi en évacuant toute possibilité de lien de causalité entre phénomène et chose en soi) :
Le double caractère de l'étant comme phénomène et chose en soi répond à la double manière dont celui-ci peut se rapporter soit à une connaissance finie, soit à une connaissance infinie.

## Philosophies orientales
La spéculation autour de la chose en soi ou d'un concept équivalent est au centre de la plupart des philosophies orientales, soit qu'elles l'affirment comme un Absolu : le Dào du taoïsme, le Brahman du Vedanta, soit qu'elles la nient complètement (la vacuité du bouddhisme). 
Le concept le plus proche de celui de « chose en soi » est svabhāva (sanskrit : स्वभाव) : nature propre, existence propre. Le Vedanta l'identifie à l'Être, à l'esprit (svabhāva adhyātma utchate, Bhagavad-Gîtâ, VIII, 3) tandis que le bouddhisme (particulièrement l'école Madhyamaka qui développe à ce sujet une dialectique approfondie) nie son existence objective (svabhāva-śūnyatā).
Les théories positives de la chose en soi (taoïsme, Vedanta) n'évitent pas le paradoxe : cette chose en soi, qu'on l'appelle Dào ou brahman, est la seule réalité, cependant elle reste à jamais inconnaissable :
Parabrahman est l'ombre lumineuse de l'Absolu projetée en Lui-même par Lui-même, et de même Mâyâ est l'ombre obscure projetée par l'Absolu en Parabrahman ; tous deux sont réels parce qu'éternels, mais la vraie réalité n'est ni la lumière ni l'ombre, mais la Chose-en-soi que non seulement elles représentent en tant que phénomènes, mais que de façon inexplicable elles sont. (Sri Aurobindo, Brahman et Maya dans les Upanishads, Dervy-livres, 1980)
Les théories négatives (bouddhisme) évacuent le problème, car leur sotériologie implique le rejet du monde, y compris de la chose en soi, qu'elle soit une pure construction de l'esprit ou une réalité réputée supérieure cachée derrière les phénomènes. Le bouddhisme originel se limite donc à une analyse phénoménologique de la réalité (systématisée dans un recueil tel que l'Abhidhamma). Cependant, le bouddhisme mahāyāna tend à réintroduire le concept de chose en soi, avec la notion de dharmadhātu ou de dharmakāya. Le phénomène reste apparence (mâyâ) et la chose en soi reste inconnaissable :
L'existence est purement nominale, et rien n'a jamais eu d'existence objective. De plus, comme cette existence peut avoir des effets bons ou mauvais, il doit bien s'y trouver quelque chose qui produise ces effets. Mais il demeure absolument impossible de poser le doigt sur ce quelque chose. Ce quelque chose est proprement introuvable. Il ne s'agit en aucun cas du néant, mais de rien qui existerait objectivement. Absolument en aucune façon. (Dalaï-Lama, Pacifier l'esprit, Albin Michel, 1999)

## Lectures
- Luc Ferry, Kant - Une lecture des trois « Critiques », Grasset éditeur